# Franca Rame
Franca Rame, född 18 juli 1929 i Parabiago, Lombardiet, död 29 maj 2013 i Milano, var en italiensk skådespelare, dramatiker och politisk aktivist. Hon var sedan 1954 gift med den nobelprisbelönade dramatikern Dario Fo. Hon var mor till författaren Jacopo Fo. Hon var ledamot av Italiens senat 2006–2008.
1973 blev Rame kidnappad i Milano, torterad och våldtagen av fem neo-fascister. Efter flera timmars våld slängdes hon återigen ut på gatan. Händelsen användes sedan 1983 av Rame i monologen Lo Stupro som fick stor uppståndelse i Italien.